# Winnipeg Free Press
Die Winnipeg Free Press ist eine kanadische Tageszeitung, die in Winnipeg, Manitoba sowie in der Provinz erscheint. Die Zeitung erschien das erste Mal im Jahre 1872 und wird von FP Canadian Newspapers herausgegeben bei einer Auflage von 119.082 Exemplaren täglich. Es ist somit die älteste und größte Tageszeitung in der Provinz. Sie wird an Zeitungsständen, mittels Hauslieferungen und online vertrieben.